# Centenario (ort)
Centenario är en ort i Argentina.   Den ligger i provinsen Neuquén, i den sydvästra delen av landet, 1 000 km sydväst om huvudstaden Buenos Aires. Centenario ligger 292 meter över havet och antalet invånare är 28 956.
Terrängen runt Centenario är platt. Runt Centenario är det ganska glesbefolkat, med 21 invånare per kvadratkilometer.. Närmaste större samhälle är Neuquén, 14,9 km söder om Centenario.
Runt Centenario är det i huvudsak tätbebyggt.